# The Watermelon Patch
The Watermelon Patch je americký němý film z roku 1905. Režisérem je Edwin S. Porter (1870–1941). Film trvá zhruba 11 minut a premiéru měl 24. října 1905.

## Děj
Film zachycuje rolníky, jak trestají černošskou rodinu za krádež melounů tak, že zacpou komín jejich domu, čímž ji donutí vylézt ven, kde dostane co proto.